# Saint-Jean-Cap-Ferrat
Saint-Jean-Cap-Ferrat es una comuna francesa del departamento de los Alpes-Marítimos, en la región de Provenza-Alpes-Costa Azul

## Geografía
La localidad se encuentra situada en la Costa Azul entre Niza y Mónaco, a unos 950 km de París, 10 km de Niza y 25 km de Menton. Posee una superficie de 2,5 km².

## Demografía
| 2 416 | 2 356 | 2 268 | 2 215 | 2 248 | 1 895 | 2 103 | 2 035 | 1 628 |
| Para los censos de 1962 a 1999 la población legal corresponde a la población sin duplicidades (Fuente: INSEE [Consultar]) |       |       |       |       |       |       |       |       |

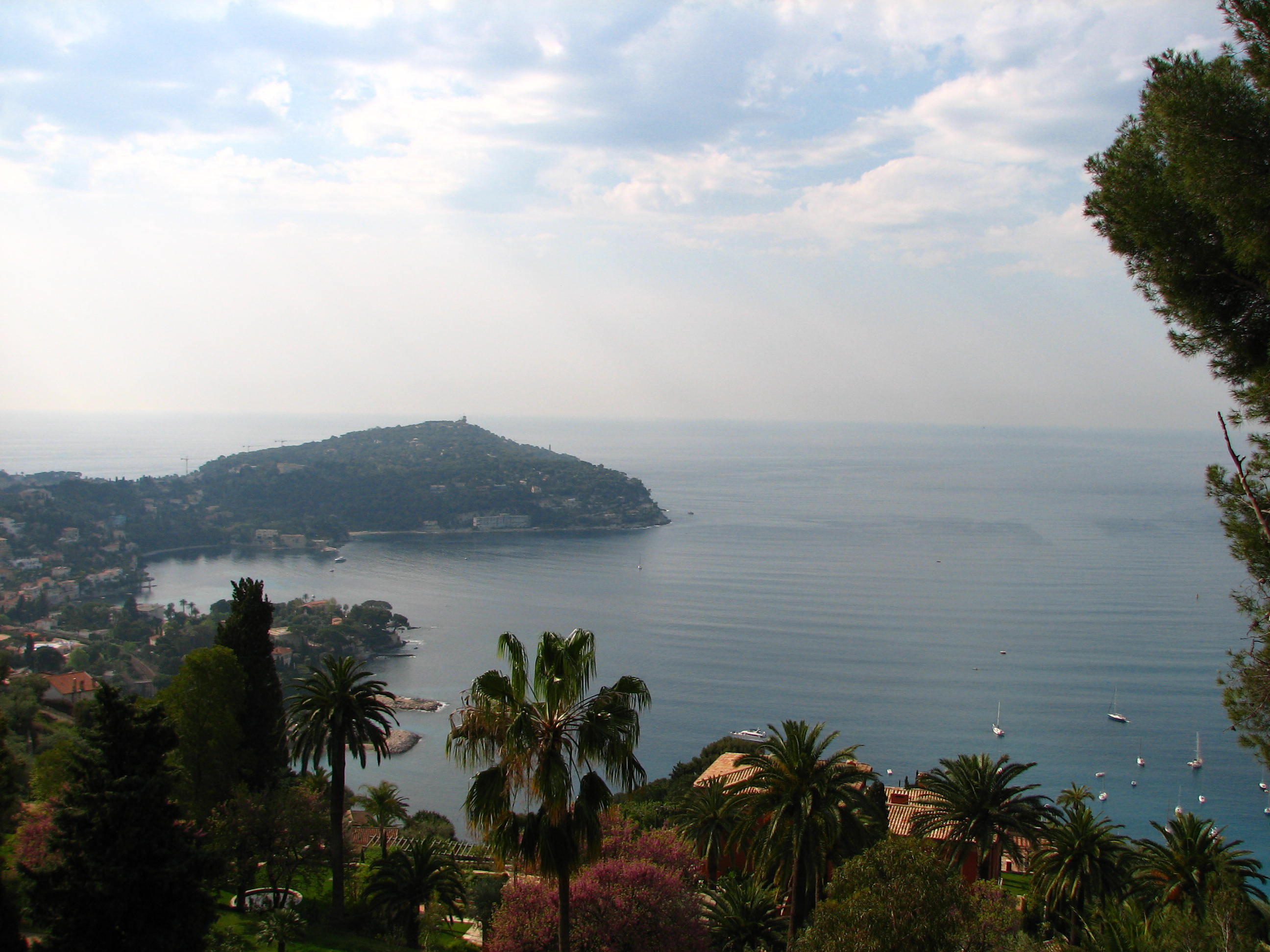
Cap Ferrat desde Villefranche-sur-Mer
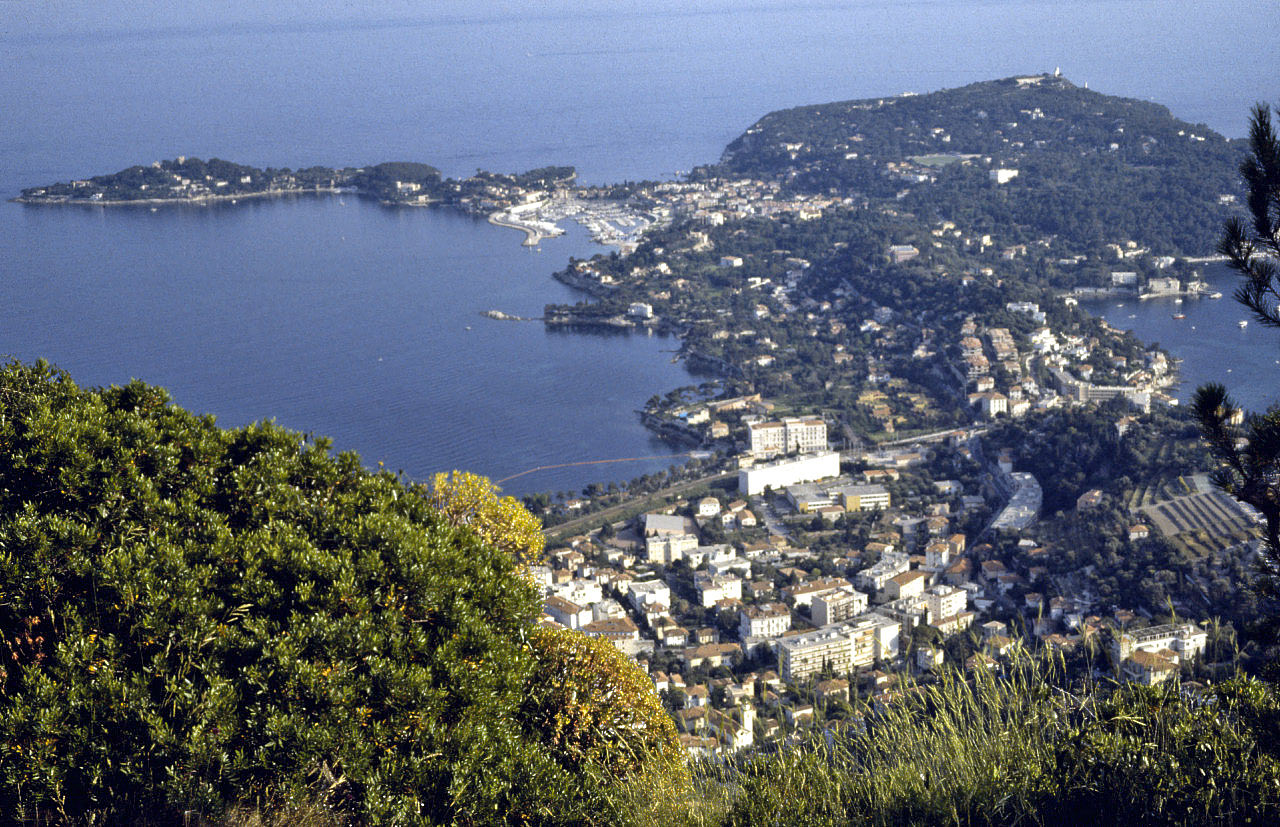
Saint-Jean-Cap-Ferrat desde Beaulieu-sur-Mer
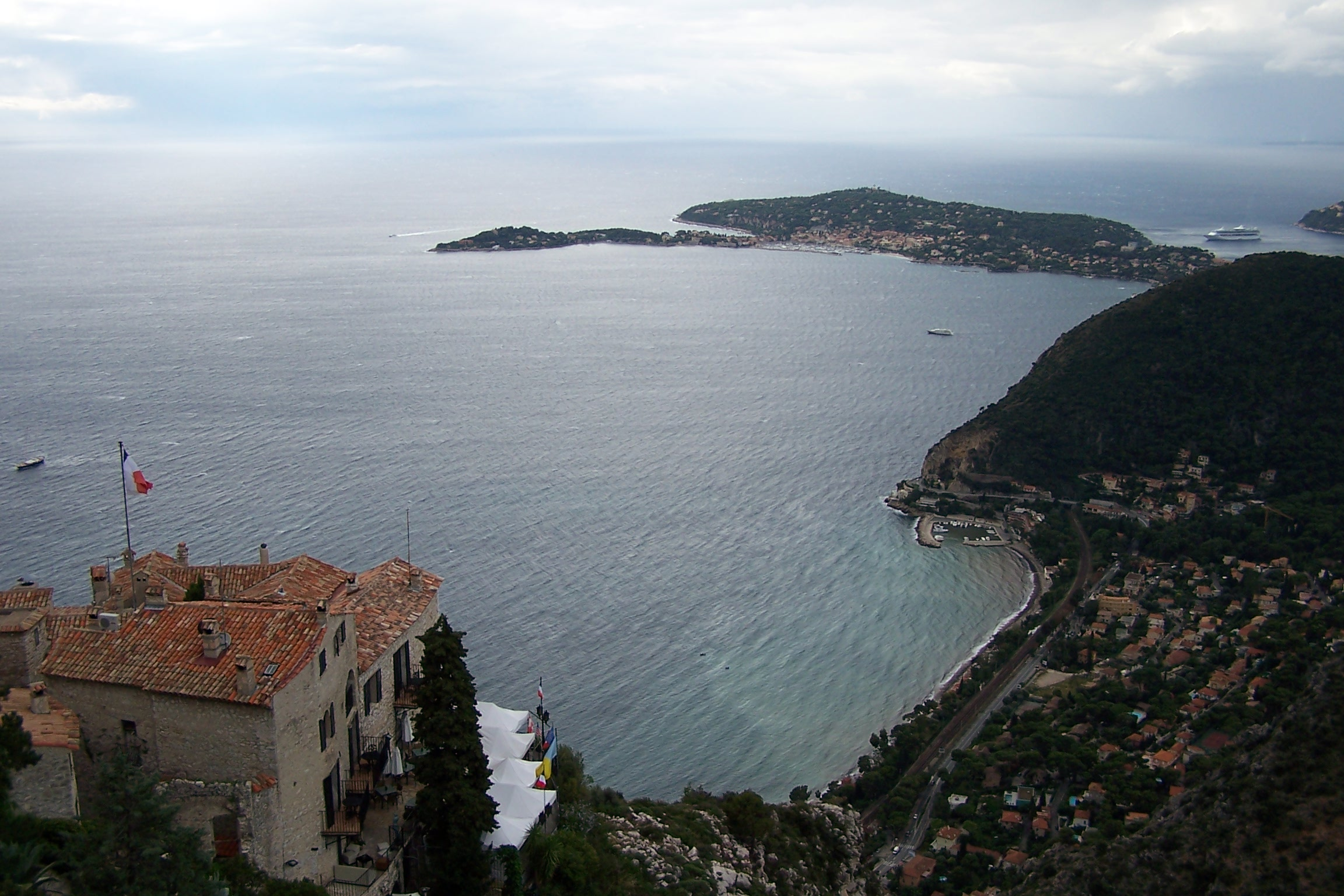
Cap Ferrat desde Èze
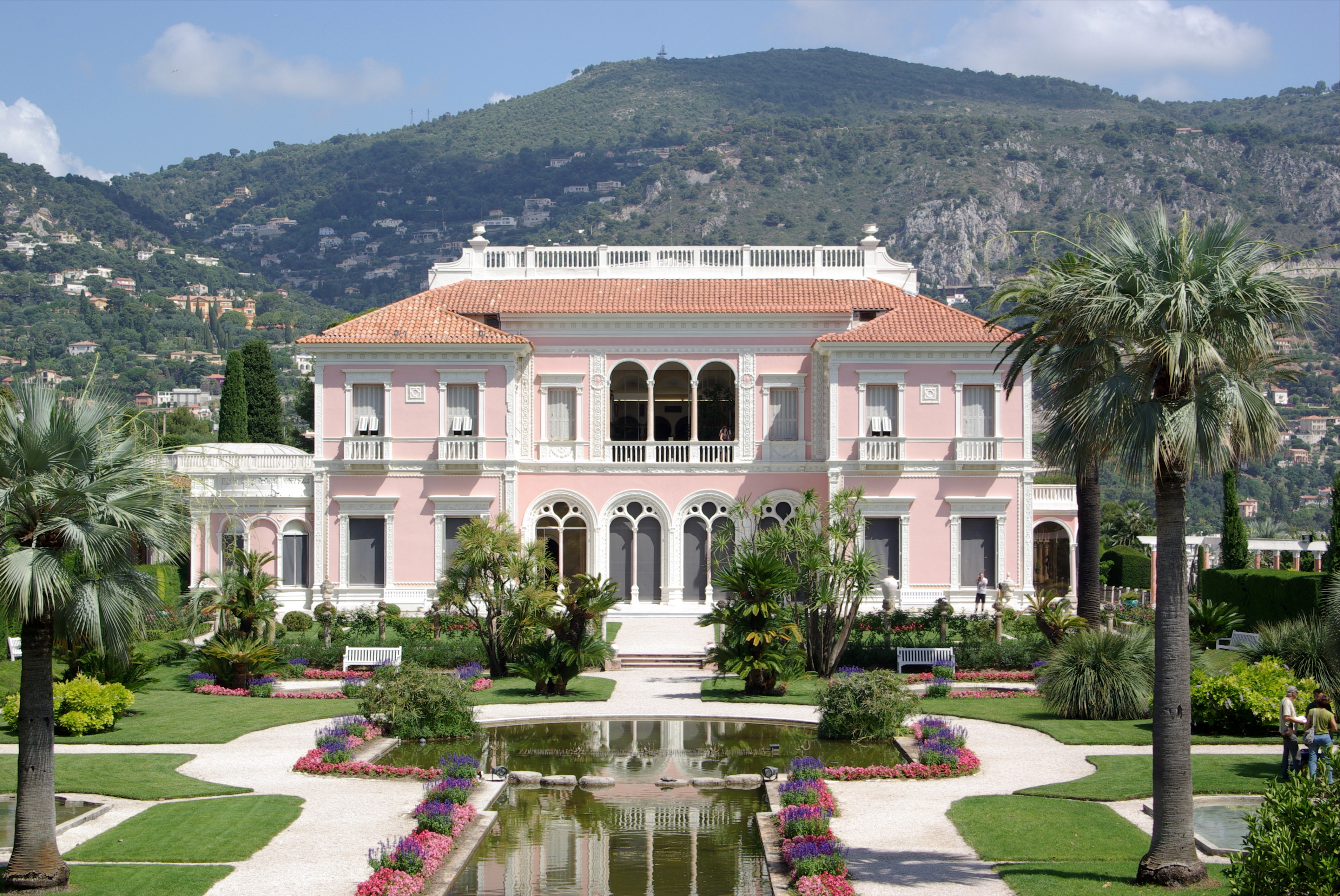
Villa Ephrussi de Rothschild
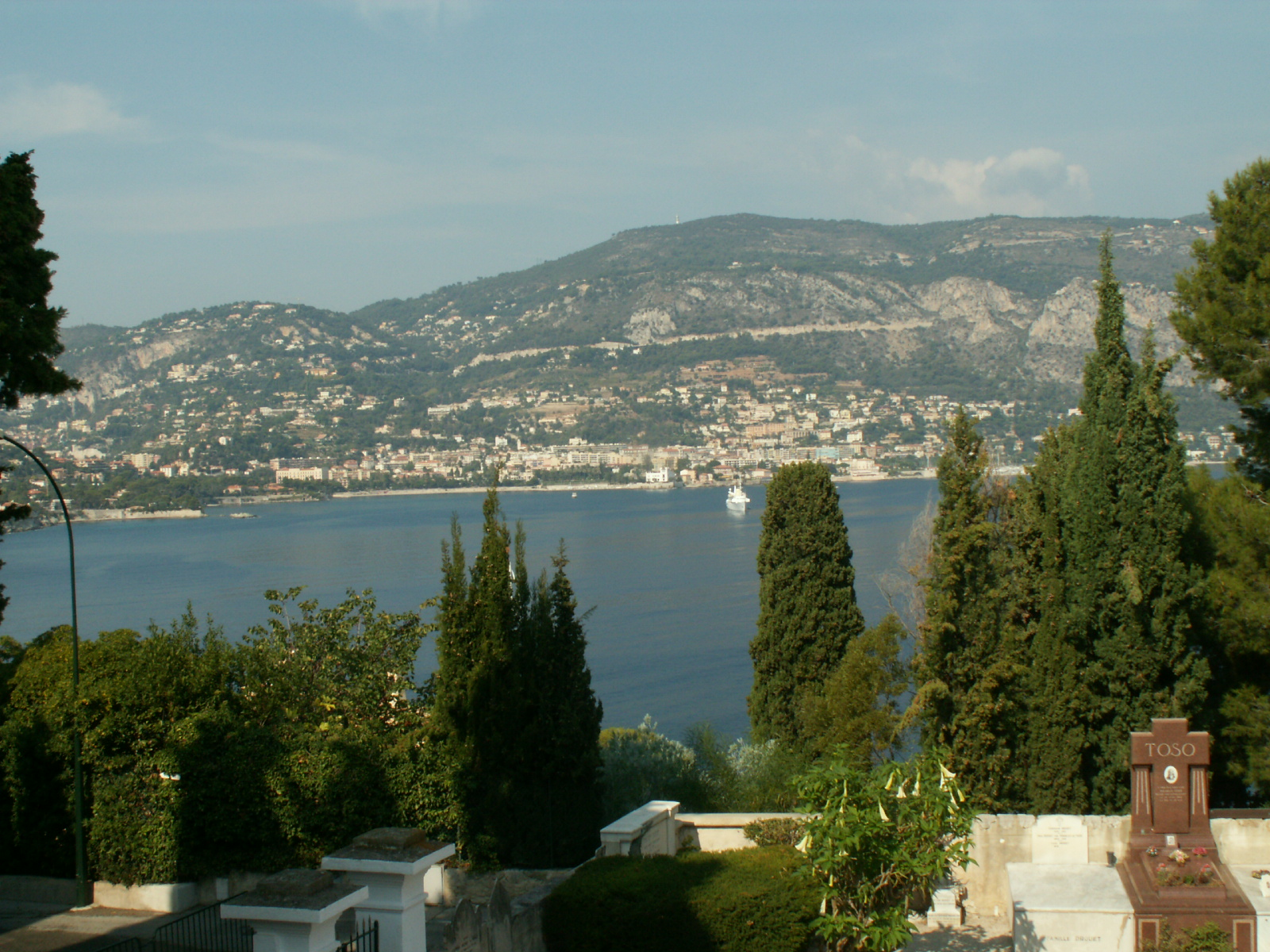
Beaulieu-sur-Mer desde Saint-Hospice sobre Saint-Jean-Cap-Ferrat

## Puntos de interés
- Les Cèdres